# Babel Rising
Babel Rising è un videogioco d'azione sviluppato dalla White Birds Productions e pubblicato nel 2009. Nel primo trimestre del 2010 è stata l'applicazione più scaricata dall'App Store della Apple in più di dieci nazioni. Ad aprile 2010, la casa di pubblicazione ha dichiarato che il videogioco ha ricevuto più di un milione di download.
Babel Rising è un god game nel quale il giocatore controlla un Dio che deve impedire agli esseri umani di costruire la Torre di Babele, utilizzando i suoi sette poteri.
Il 13 giugno 2012 il videogioco è stato reso disponibile dalla Ubisoft per il download anche tramite PlayStation Network, Xbox Live Arcade, Windows Phone 7 e Android.

## Modalità di gioco
Il gameplay di Babel Rising mescola azione e gestione delle risorse: i poteri divini. Il giocatore ha una serie di poteri che può inviare in una posizione scelta, l'unica limitazione è il tempo di ricarica per ogni potere. Più i poteri si ricaricano, più diventano potenti; questo genera scelte tattiche e costringe i giocatori a correre rischi per ottenere il massimo guadagno.
Se all'inizio sembra facile distruggere tutti i lavoratori man mano che si avvicinano, man mano che il giocatore avanza nel gioco, scegliere il momento giusto per inviare ogni potere diventa sempre più difficile. Prima o poi, il giocatore verrà spesso sopraffatto e la torre si solleverà lentamente fino alla fine del gioco.
Babel Rising usa un sistema combo per accumulare punteggi più alti. Ciò consente una durata di vita del gioco più lunga, creando competizione per il primo posto. Tutte le versioni hanno classifiche online, così da confrontare i punteggi con altri giocatori in tutto il mondo.
Il concetto di Babel Rising è fermare la costruzione della torre. Quindi l'obiettivo è sopravvivere il più a lungo possibile. Il gioco offre anche varie missioni con condizioni richieste per la vittoria, come eliminare un dato numero di avversari.